# Galsteen
Een galsteen is een vaste structuur in de galblaas of de buizen van het galsysteem. Het hebben van galstenen wordt cholelithiasis genoemd (van Grieks chole, gal; lithos, steen; iasis, ziekte). Ze worden gevormd uit gal en bestaan voornamelijk (80%) uit cholesterol. De resterende 20% zijn pigmentstenen die bestaan uit bilirubine en calciumzouten. In de normale bevolking komen galstenen bij ongeveer 30% van de mensen voor, meer op hogere leeftijd. De meeste mensen met galstenen zijn symptoomvrij en behoeven dan ook geen behandeling.
Zolang galstenen in de galblaas blijven veroorzaken zij meestal geen klachten. Komen ze echter in de afvoerende galgang naar de darm terecht, dan veroorzaken ze daar vaak een obstructie. Meestal zeer pijnlijke galkolieken zijn het gevolg. De pijn straalt niet zelden uit naar de rug of de rechterschouder. De pijn wordt doorgaans opgeroepen of verergerd door een (vettige) maaltijd, omdat gal een rol speelt bij de vetvertering. Via het hormoon cholecystokinine trekt de galblaas dan samen waardoor stenen makkelijker in de galwegen terechtkomen. Een andere complicatie is geelzucht (icterus), doordat de gal niet meer kan afvloeien en galkleurstoffen via de lever in de bloedbaan en in het lichaam terechtkomen. Als de galafvloed langere tijd geheel geblokkeerd is zal de ontlasting ontkleuren: de normale bruine kleur wordt veroorzaakt door galkleurstoffen.
Symptomatische galstenen (met aanvallen) behoeven een operatie (cholecystectomie). De diagnose is meestal niet moeilijk: de vrij typische pijnaanvallen in de rechterbovenbuik en het waarnemen van galstenen in de galblaas met een echo-onderzoek zijn voldoende bewijs.
Galstenen kunnen daarnaast aanleiding zijn tot een ontsteking van de galblaas (cholecystitis), maar dit is zeldzaam. Op een echo van de buik ziet men dan wandverdikkingen van de galblaas. Bij de ontwikkeling van een galblaasontsteking ontstaat pijn in de rechter bovenbuik met soms koorts en algeheel ziekzijn. Ook pancreatitis kan worden uitgelokt door een galsteen.
Galstenen die vastzitten in de galgang kunnen er vaak uit worden gehaald met een ERCP (endoscopische retrograde choledocho-pancreatografie).
Een ontstoken galblaas of galstenen die klachten geven, zijn redenen om de galblaas te verwijderen (cholecystectomie). Deze operatie is meestal mogelijk met laparoscopie. Het is een van de meest voorkomende operaties met een laparoscoop. Na zo'n operatie kan men geheel normaal doorleven, al hebben sommige mensen daarna wat last met zeer vet eten.
Bij kleine galstenen die voor het grootste deel uit cholesterol bestaan, kan een arts ursodeoxycholzuur voorschrijven. Dit helpt volgens de KNMP bij ongeveer de helft van de mensen om de galstenen op te lossen. In 2006 is er onderzoek gedaan naar de werking van het medicijn ursofalk bij galsteenkolieken, dat geen positieve klinische uitkomst had.